# Team Dukla Praha/Saison 2015
Dieser Artikel listet Erfolge und Fahrer des Radsportteams Team Dukla Praha in der Saison 2015 auf.

## Erfolge in der UCI Europe Tour
| Datum    | Rennen                                           | Kat. | Sieger         |
| -------- | ------------------------------------------------ | ---- | -------------- |
| 20. Juni | Korona Kocich Gór                                | 1.2  | František Sisr |
| 28. Juni | Tschechische Meisterschaft – Straßenrennen (U23) | CN   | František Sisr |

## Abgänge – Zugänge
| Zugänge       | Team 2014 | Abgänge          | Team 2015                  |
| ------------- | --------- | ---------------- | -------------------------- |
| Simon Adamek  |           | Alois Kaňkovský  | Bauknecht-Author           |
| Michal Kohout |           | Milan Kadlec     | Karriereende               |
|               |           | Martin Hačecký   | Unbekannt                  |
|               |           | Ondrej Vendolsky | Bohemia Cycling Track Team |

## Mannschaft
| Name             | Geburtstag         | Nationalität |
| ---------------- | ------------------ | ------------ |
| Simon Adamek     | 16. Oktober 1995   | Tschechien   |
| Martin Bláha     | 12. September 1977 | Tschechien   |
| Roman Fürst      | 5. Mai 1991        | Tschechien   |
| Vojtech Hačecký  | 29. März 1987      | Tschechien   |
| Jiří Hochmann    | 10. Januar 1986    | Tschechien   |
| Michal Kohout    | 18. Januar 1996    | Tschechien   |
| Jan Kraus        | 23. Januar 1993    | Tschechien   |
| Nicolas Pietrula | 5. August 1995     | Tschechien   |
| Denis Rugovac    | 3. April 1993      | Tschechien   |
| Ondřej Rybin     | 12. Mai 1993       | Tschechien   |
| František Sisr   | 17. März 1993      | Tschechien   |